# 케렘 악튀르코을루
무함메드 케렘 악튀르코을루 (Muhammed Kerem Aktürkoğlu, 1998년 10월 21일 ~ )는 튀르키예의 축구 선수이며, 벤피카에서 왼쪽 윙어로 뛰고 있다.